# Orfelia paraguayana
Orfelia paraguayana är en tvåvingeart som beskrevs av Edwards 1934. Orfelia paraguayana ingår i släktet Orfelia och familjen platthornsmyggor. Inga underarter finns listade i Catalogue of Life.